# MC-battles in Nederland
Battle rap is een groeiend fenomeen in Nederland. In 2001 werd voor het eerst het Nederlands Kampioenschap Freestyle gehouden door middel van het toernooi Geen Daden Maar Woorden. Samen met het toernooi SPITT was dit toernooi tussen 2001 en 2004 het hoogst haalbare in het rapcircuit. In 2005 stopte GDMW en ging SPITT verder als Freestyle voor de GRAP. Rappers als Bolle Tim, Lange Frans, Jiggy Djé, Negativ, Baas B en Raymzter begonnen ooit als battle-MC, voordat ze bekend werden in de muziekwereld. 
In 2010 richtte Excellent het toernooi PunchOutBattles op. Hier ging het niet om freestylen, maar is het de bedoeling dat de tegenstanders zich op elkaar voorbereiden. Voorschrijven en instuderen is in deze leagues toegestaan.

## Geschiedenis

### 2001-03: De eerste generatie van GDMW en SPITT

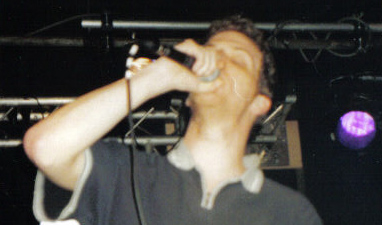
Klopdokter, tweevoudig kampioen GDMW.

Sinds 1986 worden er in Nederland diverse MC-battles georganiseerd. Battles worden vaak gehouden op feestjes, in buurthuizen, maar sinds 2001 ook op grote schaal, zoals SPITT en Geen Daden Maar Woorden (GDMW). SPITT en GDMW organiseren landelijke battles, waar van tevoren eerst kwalificaties plaatsvinden in verschillende regio's. Deze battles werden gezien als het hoogste haalbare niveau in Nederland. De winnaars kunnen zich daarom een jaar lang de beste Freestyle MC van Nederland noemen.
Geen Daden Maar Woorden begon in 2001 met een landelijk toernooi voor de beste freestyle battle MC's. Na de GDMW werd er in 2003 de eerste editie van de SPITT Showcase gehouden om te bepalen wie de beste Nederlandse Freestyle battle MC was. In juli 2003 werd er een proefeditie gehouden om het toernooi te promoten. Rappers die meededen waren onder andere Bolle Tim, Lange Frans, Jiggy Djé, DRT, Negativ, Excellent en Kiddo Cee. U-Niq en SugaCane fungeerden als juryleden. De finale ging tussen Lange Frans en Tim, die Lange Frans na een extra ronde wist te winnen.
De tweede editie werd nog datzelfde jaar gehouden in de Amsterdamse Paradiso. Naast Lange Frans, Tim en Kiddo Cee deed deze editie ook Baas B mee. De winnaar van deze editie kreeg een platendeal bij het hiphop label Top Notch. Kees de Koning, labelbaas, was daarom lid van de jury. De finale ging tussen Tim en Baas B, die Tim uiteindelijk won waardoor zijn groep VSOP een contract tekende bij Top Notch.

### 2004-05: Kimo en het einde van GWMD

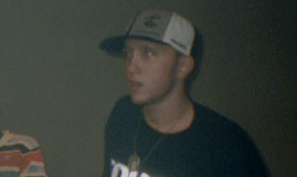
Kimo tijdens de SPITT-battles in 2004.

Rond 2004 stond een nieuwe generatie battlerappers op. Gevestigde namen zoals Klopdokter, Lange Frans, Bolle Tim, Raymzter en Excellent stopten met battelen, hoewel sommigen nog wel actief bleven als juryleden. De derde editie van SPITT werd gehouden in 2004. Nieuwe deelnemers waren onder andere de Amsterdammers Kimo en Robian, maar daarnaast deden ervaren jongens al DRT en CC ook mee. Lange Frans was deze editie de host en de jury bestond uit Bolle Tim, SugaCane en Brainpower. Kimo en DRT stonden in de finale tegenover elkaar, waarna Kimo als winnaar werd aangewezen.
Geen Woorden Maar Daden werd dat jaar voor de vierde keer georganiseerd. Kimo, de winnaar van SPITT 2004, stond in de finale tegenover de Utrechtse Steen. Steen wist tot verbazing van velen de finale te winnen. Het niveau was dat jaar echter laag en men vond de overwinning van Steen onterecht, waardoor het toernooi veel kritiek kreeg. Het bleek de laatste editie te zijn van GWMD.
Battlerap werd populair, waarna het ook op de televisie verscheen. In 2004 was er een reeks battles te zien op muziekzender The Box in het programma Urban Lifestyle. Een jaar later zond de NPS een MC-battlevariant uit op de televisie. Hierin moesten rappers rappend tegen elkaar in debat gaan over diverse stellingen. Het programma DeBattle werd geprestenteerd door Andrew Makkinga en DJ Mr-Wix en bestond uit 9 afleveringen. De serie werd in 2005 gewonnen door de Amsterdammer Robian, die in de finale wist te winnen van Madd Son.

### 2005-09: Surya en Freestyle voor de GRAP
Nadat GDMW was gestopt ging SPITT verder met een andere opzet. In het nieuwe toernooi genaamd Freestyle voor de GRAP streden zestien rappers uit heel het land om de titel Freestyle MC van Nederland. Kimo, inmiddels gestopt met battles, zat in de jury. In de finale stonden de Amsterdammers MC Surya en L-Deep tegenover elkaar. Surya wist de eerste editie van Freestyle voor de GRAP uiteindelijk te winnen. Het was de eerste grote overwinning voor Surya, die de jaren erna bijna alles wist te winnen.
Dat jaar werd ook de Rotterdamse battle Lord of the Mic georganiseerd. In de finale won Quizz van de rapper Robian.
De tweede editie van Freestyle voor de GRAP vond plaats in 2006. Onder andere Surya, Robian en Regga wisten het tot de laatste ronde te schoppen. In de finale won de Amsterdammer Surya van Chico. Zo won hij voor de tweede keer op rij het toernooi Freestyle voor de GRAP.
Een maand later stond de Rotterdamse battle Lord of the Mic weer op het programma. Titelhouder Quizz was er om zijn titel te beschermen en kwam tegenover Dax te staan. Quizz won de ronde, maar vond het na de battle nodig om Dax fysiek aan te vallen waardoor Dax niet meer in staat was deel te nemen en zelfs naar het ziekenhuis gebracht moest worden. Quizz werd wonderbaarlijk niet gediskwalificeerd en schopte het zelfs tot de finale. Daar kwam hij tegenover Surya te staan, een vriend van het slachtoffer Dax. Surya nam wraak en won de finale van de Rotterdamse Quizz.

## Battlerappers
| - Baas B - Bolle Tim - Brainpower - DRT |  | - Excellent - Jiggy Djé - Kimo - Klopdokter |  | - Lange Frans - Negativ - Raymzter - Robian |  | - Steen - SugaCane - MC Surya - Frits van Dijk |

## Nederlands kampioenschap

### Freestyle
Nederlands kampioenschap MC-Battles waren georganiseerde MC-Battles die jaarlijks plaatsvonden en waarbij het de bedoeling was dat twee MC's elkaar verbaal door middel van rap probeerden af te maken. De deelnemende rappers hebben de Nederlandse nationaliteit, of wonen in Nederland. Hoewel er geen officieel Nederlands kampioenschap bestaat, gelden bepaalde georganiseerde toernooien door het rapcircuit als hoog aangeschreven, en kan de winnaar zich in de volksmond rekenen tot de Nederlands kampioen freestyle battlen.
Geen daden maar woorden
- 2001 -  Raymzter (runner-up:  Klopdokter)
- 2002 -  Klopdokter (runner-up:  Raymzter)
- 2003 -  Klopdokter (runner-up:  Bolle Tim)
- 2004 -  Steen (runner-up:  Kimo)[13]

SPITT Showcase
- 2003 -  Lange Frans (runner-up:  Bolle Tim)
- 2003 -  Bolle Tim (runner-up:  Baas B)
- 2004 -  Kimo (runner-up:  DRT)

Freestyle voor de GRAP
- 2005 -  Surya (runner-up:  L-Deep)
- 2006 -  Surya (runner-up:  Chico)
- 2007 -  Frits van Dijk (runner-up:  Robian)

## Overige battles

### Freestyle
Breath Control
- 2001 -  DRT[14]
- 2002 -  DRT[14]
- 2003 -  DRT (runner-up:  Lange Frans)[15]
- 2004 -  DRT[14]

NPS DeBattle
- 2005 -  Robian (runner-up: Madd Son)[7]

Lord of the Mic
- 2005 -  Quizz (runner-up:  Robian)[8]
- 2006 -  Surya (runner-up:  Quizz)[11]

State TV battles
- 2008 -  Surya (runner-up:  MC Paradize)[16]

PunchOutBattles Freestyle Frenzy
- 2013 -  Surya (runner-up:  DRT)[17]

### Voorbereid
- Hard Battles (2013-heden)[1]